# Bruno Dequier
Bruno Dequier (Bordeaux, 7 september 1980) is een Franse animator van tekenfilms en stripauteur.

## Animatiefilms
Na zijn middelbare studies ging hij naar de École Emile Cohl in Lyon, waar hij in aanraking kwam met het tekenen voor animatiefilms. Hij werd in 2003 toegelaten tot de École des Gobelins in Parijs. In 2006 studeerde hij af. Samen met medestudenten maakte hij de korte animatiefilm Pyrats. Daarna kreeg hij de kans mee te werken aan Un monstre à Paris. Daarnaast werkte hij als animator aan Despicable Me. Vervolgens werkte hij ook mee aan Dr. Seuss' The Lorax.
Bruno Dequier citeert Milt Kahl van de Disney Studio's als zijn grote voorbeeld. Een andere grote invloed voor zijn werk zijn de Japanse manga's en anime.

## Strips
Sinds 2010 werkt Bruno Dequier ook als striptekenaar, terwijl hij actief blijft als animator. In 2011 verscheen het eerste deel van strip Louca bij uitgeverij Dupuis. De eerste vier delen van de strip werden in het Nederlands uitgegeven door Strip2000. Het hoofdpersonage Louca is een onhandige tiener, die zich slecht in zijn vel voelt. Louca ontmoet Nathan, de geest van de overleden stervoetballer van het schoolteam. Alleen Louca kan Nathan zien. Nathan zal Louca helpen op en naast het voetbalveld.
Volgende delen van Louca verschenen:
1. De aftrap
2. De confrontatie
3. Als het maar...
4. Geestdrift
5. Les Phoenix

- Bibliothèque nationale de France: cb166662217 (data)
- International Standard Name Identifier: 0000 0004 0189 3947
- Nederlandse Thesaurus van Auteursnamen: 401977439
- Système universitaire de documentation: 178419044
- Virtual International Authority File: 296807623
- WorldCat: E39PBJqBjHPcVDqjq9TVPRGfv3